# Parque nacional Machalilla
El parque nacional Machalilla (PNM) forma parte del Sistema Nacional de Áreas Protegidas del Ecuador, ubicado en la costa sur de la provincia de Manabí en Puerto Machalilla y en los cantones de Jipijapa, Puerto López y Montecristi. Es una de las áreas protegidas más extensas de la costa ecuatoriana y comprende dos zonas: una terrestre (56 184 ha) y una marina (14 430 ha). El parque fue establecido en julio de 1979. Toma su nombre de la antigua cultura precolombina que habitó parte de la zona, Machalilla. Entre sus principales atractivos turísticos se encuentra la isla de la Plata y la playa de los Frailes. Forma parte del corredor hidrogeográfico de la cordillera Chongón-Colonche. La altura de la zona varía de 0 a 840 m s. n. m., y el clima es seco sin embargo, masas de aire marino producen humedad. La temperatura media anual fluctúa entre 23,5 y 24,5 °C. Se muestran diferencias de climas: tropical árido, desde la desembocadura del río Buena Vista, a subcálido premontano (sobre los 840 m) en los cerros Perro Muerto y Punta Alta.
El PNM es importante entre otras cosas por:
- Única área marina protegida en el Ecuador continental.
- Únicos arrecifes de coral en la costa del Ecuador.
- Límite sur de arrecifes en el Pacífico Oriental y límite de distribución de muchas otras especies marinas tropicales.
- Mayor biodiversidad en toda la costa continental.
- Importantes zonas de afloramiento.
- Ubicado en las rutas de tránsito de especies migratorias.

La diversidad faunística, en las áreas marinas y terrestres, está representada por 81 especies de mamíferos, 270 de aves y 143 de peces. La principal vía de acceso es la carretera que une Puerto López-Jipijapa hacia el norte y La Libertad hacia el sur.

## Características biológicas

### Cobertura vegetal
En el parque existen cuatro zonas: 
- matorral desértico tropical

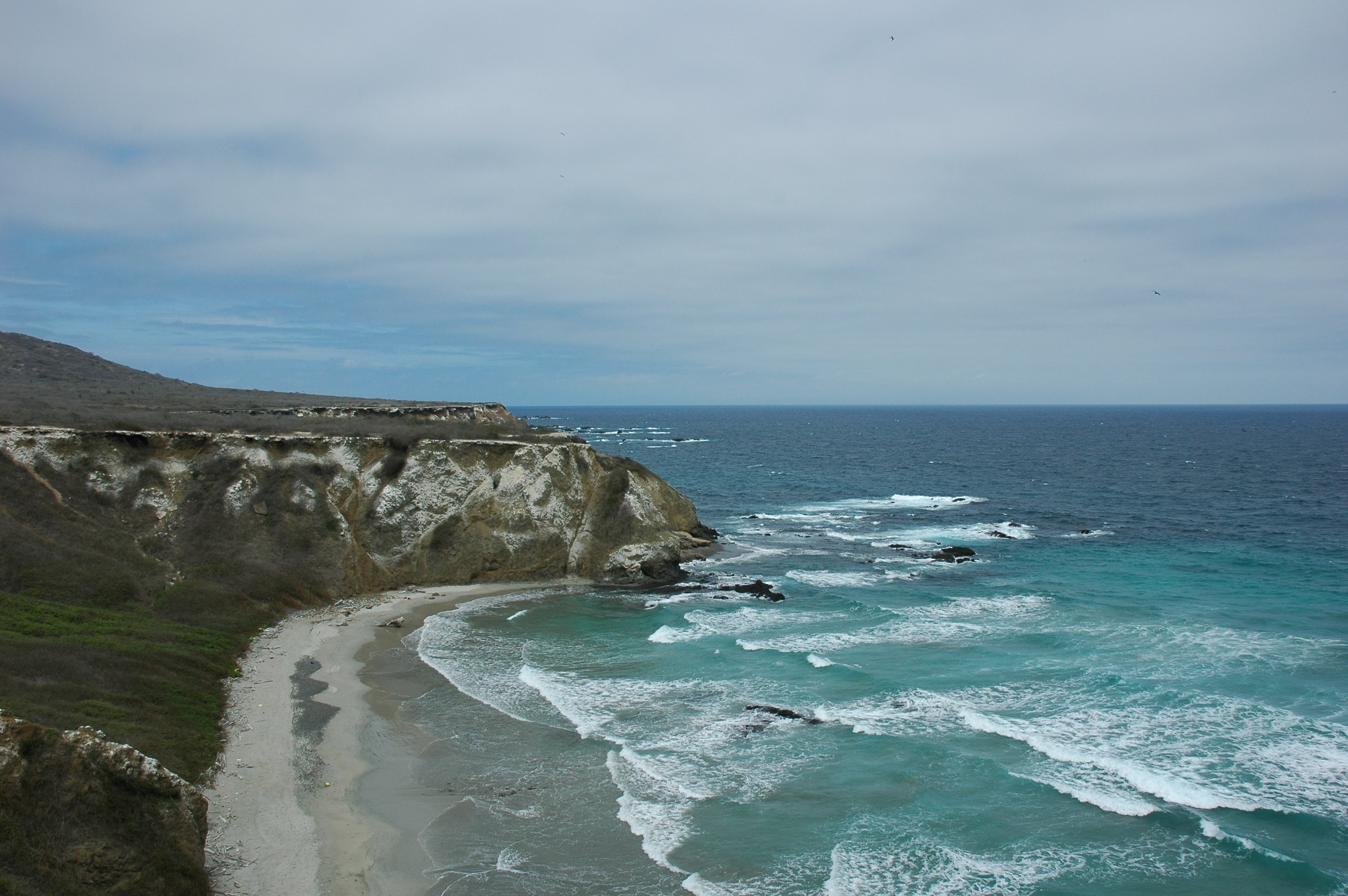
Isla de la Plata

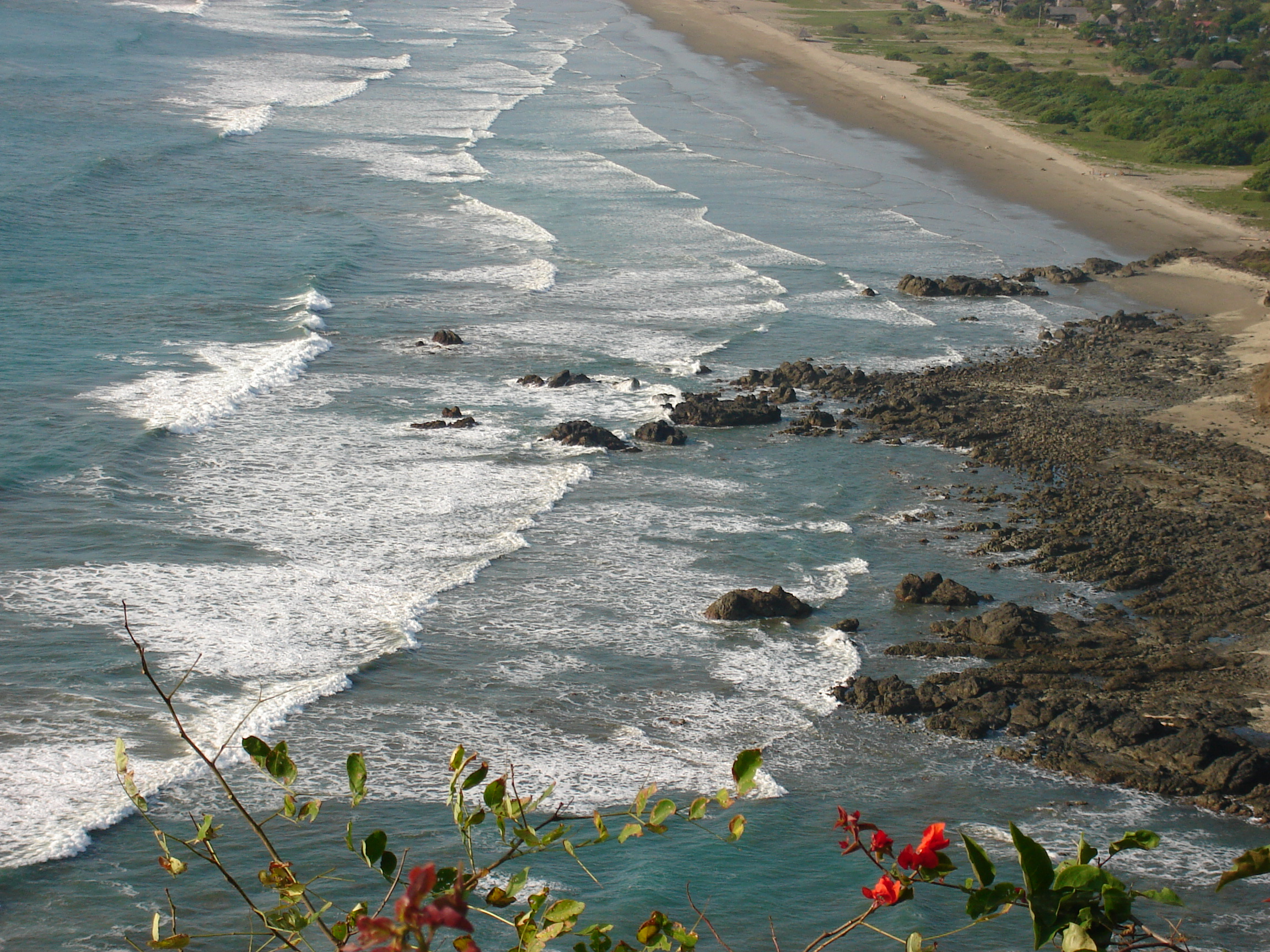
La playa de los Frailes

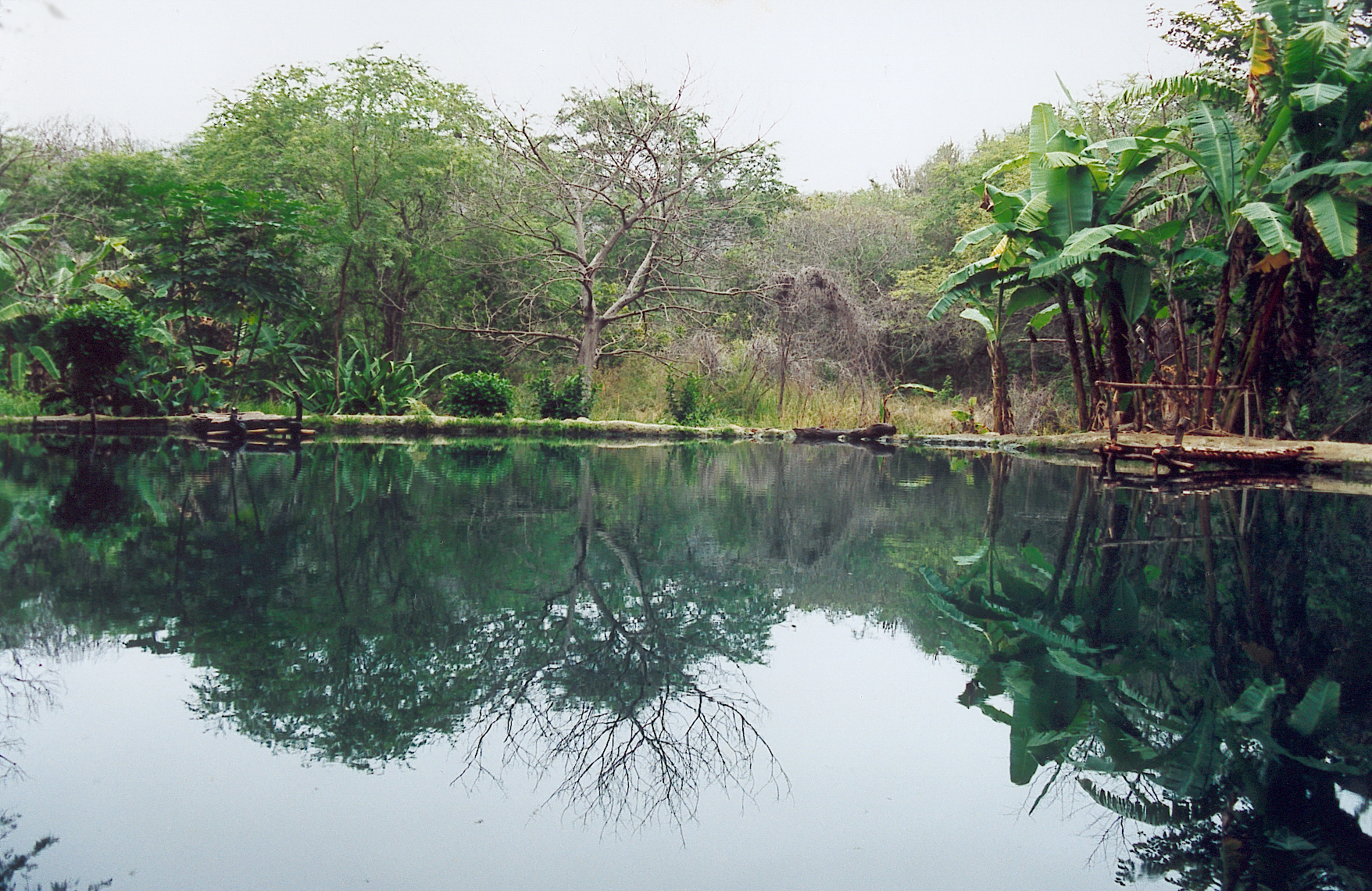
El Sitio Agua Blanca

- monte espinoso tropical y premontano
- bosque seco tropical
- monte espinoso premontano

El territorio es discontinuo y comprende tres sectores: 
- Sector norte, entre el sur de Puerto Cayo y norte de Machalilla (12 290 ha, más de 3 km paralelos a la costa).
- Sector sur, entre el sur de Machalilla y el norte de Puerto López, incluyendo la isla Salango (34 393 ha, más de 3 km paralelos a la costa y alrededor de la isla).
- La isla de la Plata, que se ha considerado como una IBA separada del resto del parque por las diferencias en composición de especies y en hábitat.

Dentro de la IBA Machalilla se incluyen además otros remanentes de vegetación localizados en los alrededores del parque. Cerro Achi, se encuentra en la vía entre Jipijapa y Puerto Cayo, y forma parte de la cordillera de la Costa hacia el norte del área protegida.
También se incluye parte de la cuenca del río Ayampe, en la parte central de la cordillera Chongón-Colonche. Esta última cuenca está en el límite entre Manabí y Guayas, y en ella se localiza la reserva natural Cantalapiedra, de 320 ha manejada por la Corporación Amingay, En ella se realizan actividades de conservación independiente a las del parque. Hay que destacar que en esta zona se encuentran restos arqueológicos de las más importantes culturas de la costa ecuatoriana, como la cultura Valdivia.
Los hábitat marinos incluyen acantilados, playas arenosas, orillas rocosas bajas y accidentadas e islas continentales. Dentro del parque se encuentran algunas poblaciones humanas, las cuales presentan áreas agrícolas y ganaderas de subsistencia. Sus pobladores se dedican principalmente a la pesca y, en varios casos, al turismo, actividad que tiene gran importancia en la economía local.

### Flora
En el PNM se han registrado ciento cincuenta especies endémicas, en las zonas altas del parque existen especies de árboles maderables como Simira standleyi (Rubiaceae), el cual está en peligro crítico y posiblemente extinto localmente; además, la tagua o cade (Phytelephas aequatorialis), el molinillo (Matisia grandifolia, Capparis heterophylla), el chalá (Croton rivinifolius) están catalogadas en peligro por la UICN. Las familias representativas que se registran en la zona son: Bombacaceae, Boraginaceae, Burseraceae, Cactaceae, Caesalpinaceae, Capparaceae, Caricaceae, Convolvulaceae, Euphorbiaceae, Fabaceae, Mimosaceae (dicotiledóneas), Arecaceae, Araceae y Bromeliaceae (monocotiledóneas).
En las laderas más bajas, el bosque se torna semicaduco y caduco y, hacia la costa, se convierte en matorral seco donde la vegetación es arbustiva y achaparrada, existen especies de cactus cardones o cactus candelabro y los árboles más representativos corresponden a las familias Mimosaceae y Capparidaceae. 
En el bosque primario, hay grupos de caña guadua y árboles grandes como matapalos (Ficus spp.). Otras zonas están dominadas por palmas de cade o tagua y en general son zonas más intervenidas. 
Los remanentes alrededor del parque están inmersos en una matriz de áreas alteradas, dominada por cultivos de maíz, banano, caña de azúcar y pastizales para ganado.

### Fauna
La diversidad faunística del PNM, en las áreas marinas y terrestres, está representada por 81 especies de mamíferos, 270 de aves y 143 de peces. Se han identificado sesenta y nueve especies de mamíferos terrestres. La mayor diversidad se concentra en los bosques secos tropicales pero se diferencian por zonas. El orden más abundante y diverso en esta zona es el de los murciélagos, con veintiuna especies

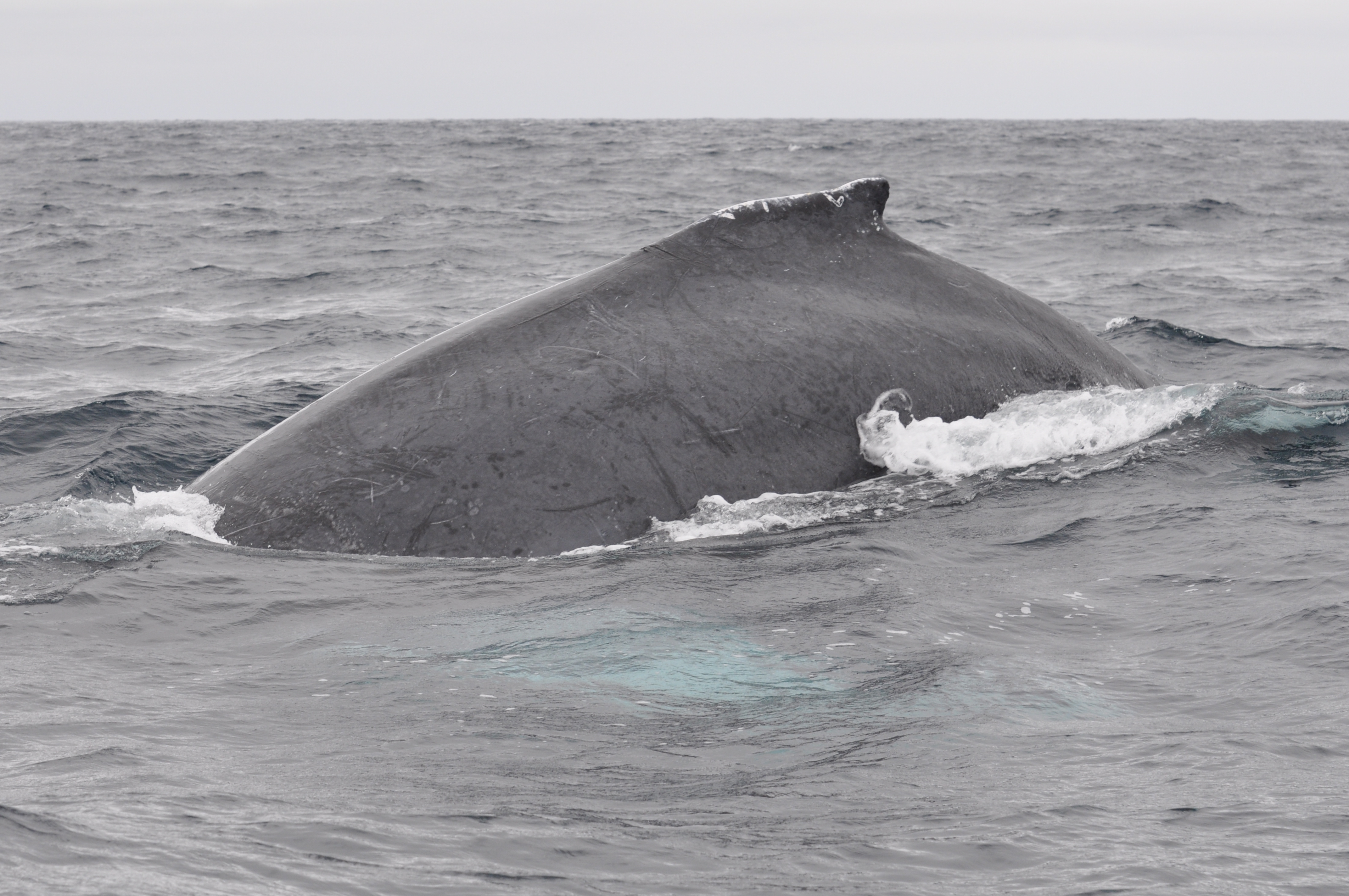
Ballena jorobada en la isla de la Plata

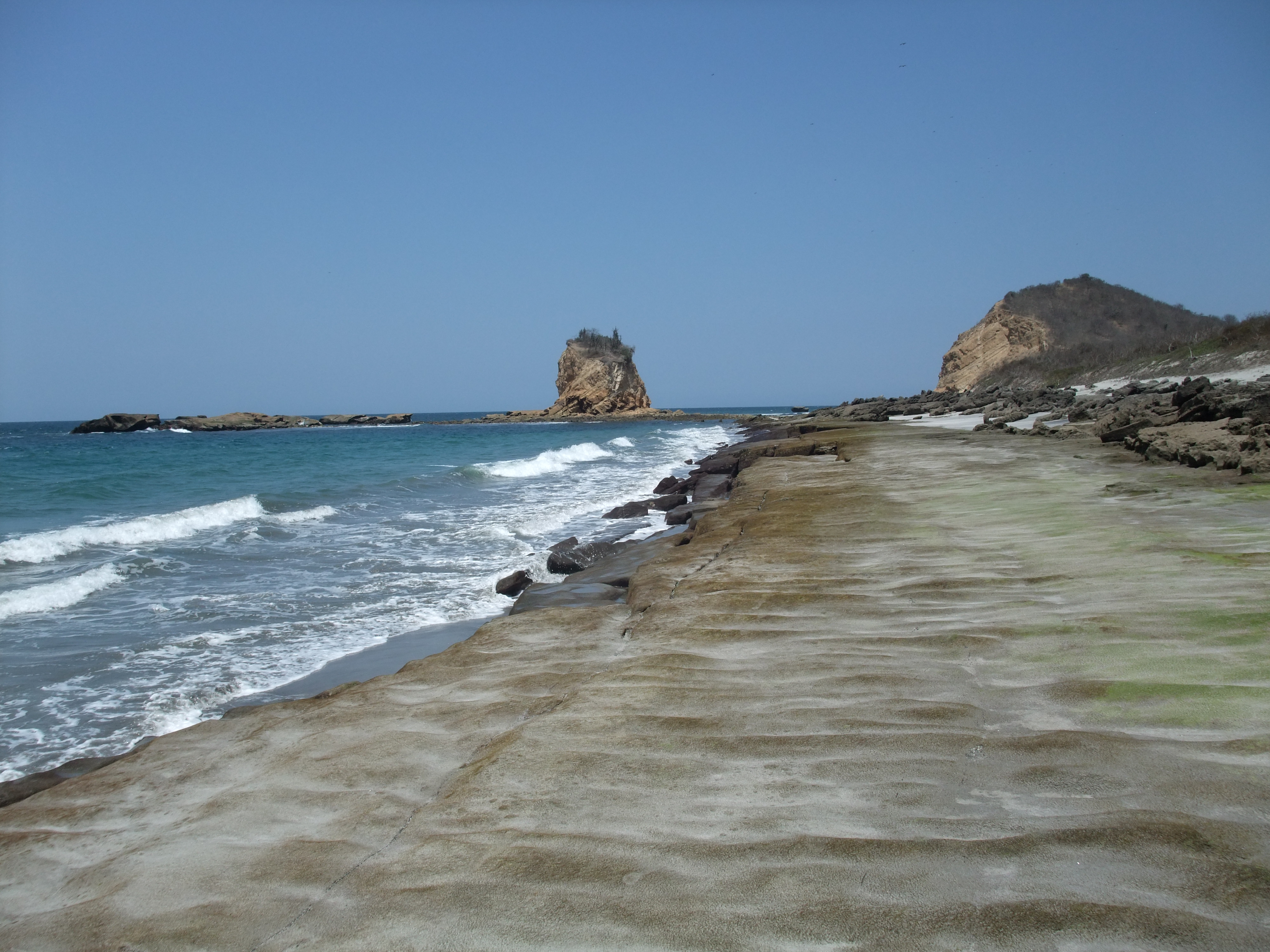
Playa rocosa del parque

El parque nacional tiene una importante diversidad de mamíferos, incluyendo especies que en la actualidad son bastante raras en la costa ecuatoriana. 
Con relación a la herpetofauna, existe una especie de anfibio casi endémica del área, la rana nodriza de Machalilla (Epipedobates machalilla), además de las víboras de Manabí (Porthidium arcosae), también endémica, junto con una notable diversidad de otros anfibios y réptiles. Se registran veintiuna especies de murciélagos. Tortugas marinas anidan en las playas del parque y la ballena jorobada, visita las costas, donde además es importante la diversidad de peces, en particular aquellos asociados a arrecifes de coral. 
En la isla de la Plata, encontramos una gran diversidad de especies animales vinculados al ecosistema costanero y marino, por ejemplo, varias especies de alcatraz, incluyendo el alcatraz llamado piqueros de patas azules, Alcatraz patirrojo, y el alcatraz de Nazca. Otra especie que se encuentran aquí es el lobo marino sudamericano. Los delfines, como el delfín manchado tropical se pueden encontrar en las aguas cercanas a la isla.

## Recursos culturales
El parque nacional Machalilla es rico en recursos culturales, con veintiún sitios conocidos que representan cinco mil años de historia humana.
La diversidad faunística del PNM, en las áreas marinas y terrestres, está representada por 81 especies de mamíferos, 270 de aves y 143 de peces.

## Programas e investigaciones
Varias son las normas programadas para preservar la vida y la reproducción de la flora y la fauna;
- Erradicación y control de animales, introducidos por la colonización, que hoy se encuentra en estado salvaje, como chivos, gatos, cerdos, perros, ratas, ganado vacunado, que propagan graves daños a la flora y fauna.
- Protección de huevos y tortugas recién nacidas, que son guardadas en lugares especiales como la infraestructura necesaria, para cuando los animales estén listos para su suelta en libertad.
- Control de turismo. Varios yates están al servicio del turista para la navegación bajo la vigilancia de guías especializados en ecología y turismo.

En el parque nacional, se realizan trabajos de investigación, ciencia y educación. El parque nacional se presta para que investigadores, científicos, docentes y estudiantes propaguen actividades tomando conciencia del valor universal de las islas.
La zona marina del parque nacional Machalilla fue declarado sitio Ramsar en el año 1990.